# Rasen-Antholz
Rasen-Antholz (wł. Rasun Anterselva) – miejscowość i gmina we Włoszech, w regionie Trydent-Górna Adyga, w prowincji Bolzano/Bozen. Miasteczko położone jest w Tyrolu Południowym.
Liczba mieszkańców gminy wynosiła 2882 (dane z roku 2009). Język niemiecki jest językiem ojczystym dla 97,5%, włoski dla 2,31%, a ladyński dla 0,2% mieszkańców (2001).
Jest ośrodkiem sportowym, w którym uprawia się biathlon. Corocznie odbywają się tu zawody Pucharu Świata w tej konkurencji, a w 1975, 1976, 1983, 1985, 1995, 2007 i 2020 odbywały się tu Mistrzostwa świata w biathlonie.